# Beaumes-de-Venise
Beaumes-de-Venise település Franciaországban, Vaucluse megyében. Lakosainak száma 2428 fő (2022. január 1.). Beaumes-de-Venise Gigondas, Aubignan, Lafare, La Roque-Alric, Saint-Hippolyte-le-Graveyron, Sarrians és Vacqueyras községekkel határos.

## Népesség
A település népességének változása:
| Lakosok száma | 2387 | 2387 | 2432 | 2409 | 2398 | 2389 | 2379 | 2389 | 2428 |
|               | 2013 | 2015 | 2016 | 2017 | 2018 | 2019 | 2020 | 2021 | 2022 |